# Grange, Merseyside
Grange är en ort i distriktet Wirral, i grevskapet Merseyside, i England. Grange var en civil parish från 1866 till 1974. Civil parish hade 7 657 invånare år 1951. Byn nämndes i Domedagsboken (Domesday Book) år 1086, och kallades då Calders.